# キャント・ホールド・アス・ダウン
「キャント・ホールド・アス・ダウン」(Can't Hold Us Down)は、クリスティーナ・アギレラとリル・キムの楽曲。

## 解説
この曲は、アギレラの4枚目のスタジオ・アルバム『ストリップト』から4枚目のシングルとして発売された。
ミュージック・ビデオの監督はデビッド・ラシャペルが務めた。
第46回グラミー賞では最優秀ポップ・コラボレーション賞にノミネートされたが受賞は逃した。

## 収録曲
CDシングル
1. Can't Hold Us Down - 4:15
2. Can't Hold Us Down (Jacknife Lee Remix) - 4:30